# Мындыкану, Валентин Романович
Валентин Романович Мындыкану (рум. Valentin Mîndîcanu; 27 июля 1930, Михайлены, Королевство Румыния — 29 октября 2012, Кишинёв, Молдавия) — советский и молдавский писатель, учёный-лингвист, редактор, переводчик, публицист, журналист, общественный деятель, депутат первого созыва Парламента Молдавии (1990—1994). Член Союза журналистов Республики Молдова.

## Биография
Родился в семье директора сельской школы. После окончания в 1955 году Кишинёвского государственного педагогического института, учительствовал, затем работал преподавателем педагогического училища в г. Калараш.
С 1966 года — редактор-стилист журнала «Молдова». Был редактором, переводчиком и корреспондентом Телеграфного Агентства Республики Молдова (АТЕМ), позже стал сотрудником редакции «Молдавской Советской Энциклопедией» (1979). Сотрудничал со студией «Молдова-фильм».
Активно выступал за внедрение румынского языка и возврат к латинскому алфавиту. По обвинению в «румынизации» молдавского языка — уволен с работы.
Позже сотрудничал с несколькими газетами Молдавии, в последние годы жизни писал статьи для рубрики «Источники света» газеты «Flux».
Как депутат парламента Республики Молдова, голосовал за независимость страны. Был в числе подписавших Декларацию о независимости Республики Молдова (1991).

## Творчество
Дебютировал в 1967 году, опубликовав первую книгу «Правильная речь». Автор книг: «Подходящее слово в подходящем месте» (1979, 1987), «Между понятиями дом, и быть дома» (2000) и «Пробоина во льду молчания» (2008).
В апрельском номере журнале «Нистру» за 1988 год опубликовал эссе «Одеяние нашего бытия», подняв вопрос о пересмотре официальной молдавской истории, в том числе происхождения языка, тем самым вызвав социальную, национальную и духовную революцию в Республике Молдова.
Перевел с русского языка несколько фильмов для дублирования.

## Награды
- Орден Республики (Молдавия) (2010) за выдающийся вклад в подтверждение научной истины и утверждения национальных и духовных ценностей, а также за плодотворную литературную и журналистскую деятельность.
- Медаль «Михай Эминеску» (2000)[1]
- Орден «Трудовая слава» (Молдавия)
- Медаль «За гражданские заслуги» (1996)
- Почётный гражданин Кишинёва (2009)[2].